# USS Kentucky (BB-6)
USS Kentucky (BB-6) byl predreadnought Námořnictva Spojených států amerických, který byl ve službě od roku 1900. Jednalo se o druhou a poslední jednotku třídy Kearsarge.

## Stavba
Kýl lodi byl roku 1896 založen v americké loděnici Newport News Shipbuilding, která se nachází ve  Virginii. Roku 1898 byla Kentucky spuštěna na vodu a dne 15. května 1900 byla loď uvedena do služby.

## Technické specifikace
Délka lodi činila 114 m a na šířku loď měřila 22 m. Ponor lodi byl hluboký 7 m a maximální výtlak lodi byl 13 000 t. O pohon lodi se staralo pět kotlů Scoth, které dokázaly vyvinout výkon 12 000 koní. Kentucky mohla plout rychlostí až 31 km/h a posádku tvořilo 574 námořníků.

## Výzbroj

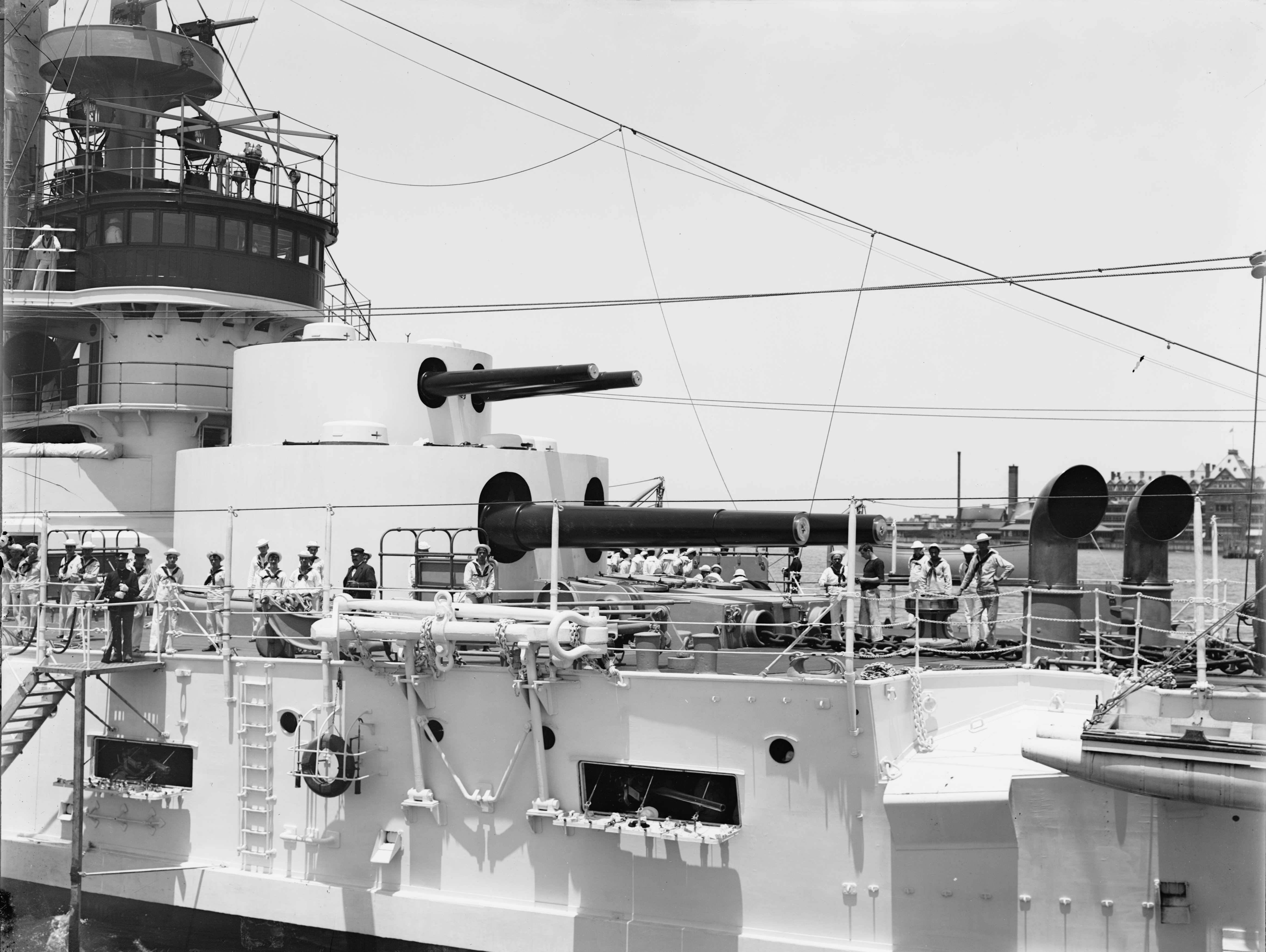
Dvojitá dělová věž s 330mm děly (dole), dvojitá dělová věž s 203mm děly (nahoře).

Primární výzbroj lodě tvořily dvě dvojhlavňové střelecké věže s 330mm děly. Sekundární výzbroj tvořily dvě dvojitá 203mm děla. Dále byla Kentucky vyzbrojena čtrnácti 127mm kanóny, dvaceti 57mm kanóny QF 6-pounder, osmi 37mm automatickými kanóny QF 1-pounder, čtyřmi 7,6mm kulomety a čtyřmi torpédomety pro 457mm torpéda.